# Atemschutzüberwachung
Atemschutzüberwachung (ASÜ) bedeutet eine regelmäßige und schriftlich dokumentierte Überwachung von Atemschutzgeräteträgern während des Einsatzes oder der Übung unter Atemschutz. Bei der Feuerwehr ist eine Atemschutzüberwachung Pflicht.

## Funktion

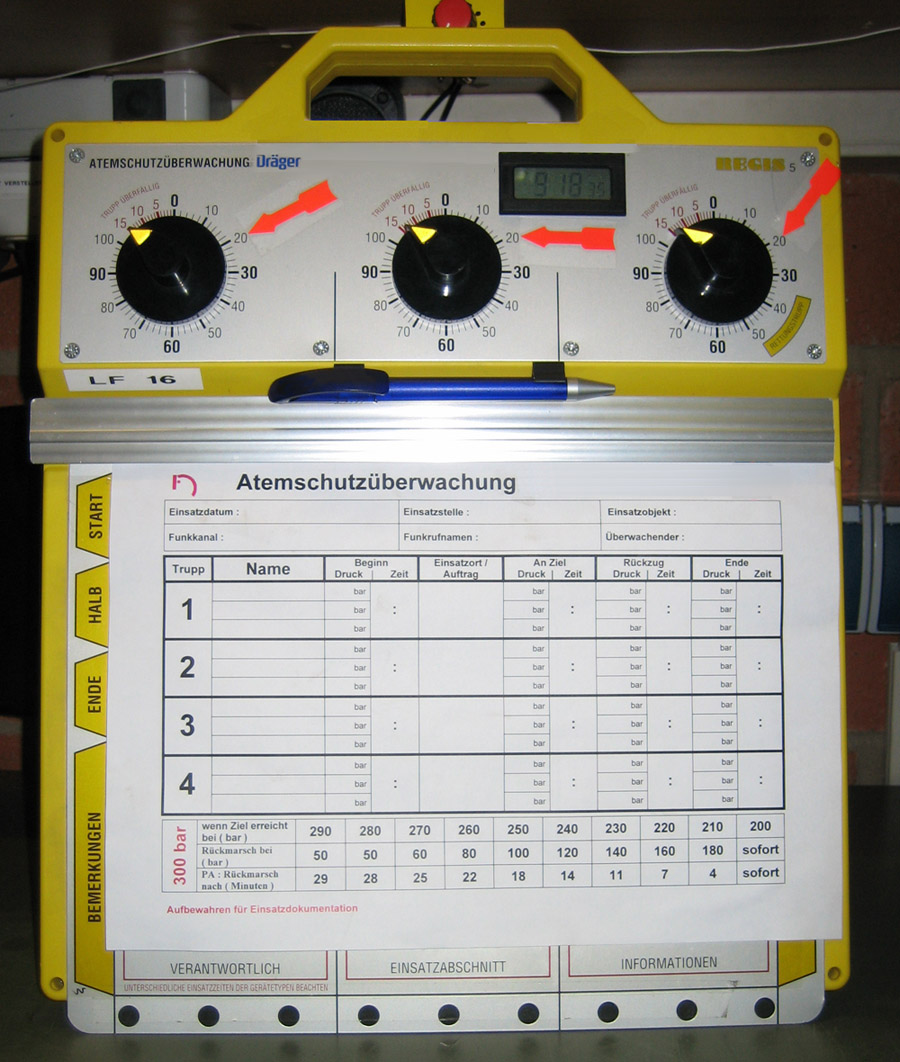
Tafel der Firma Dräger

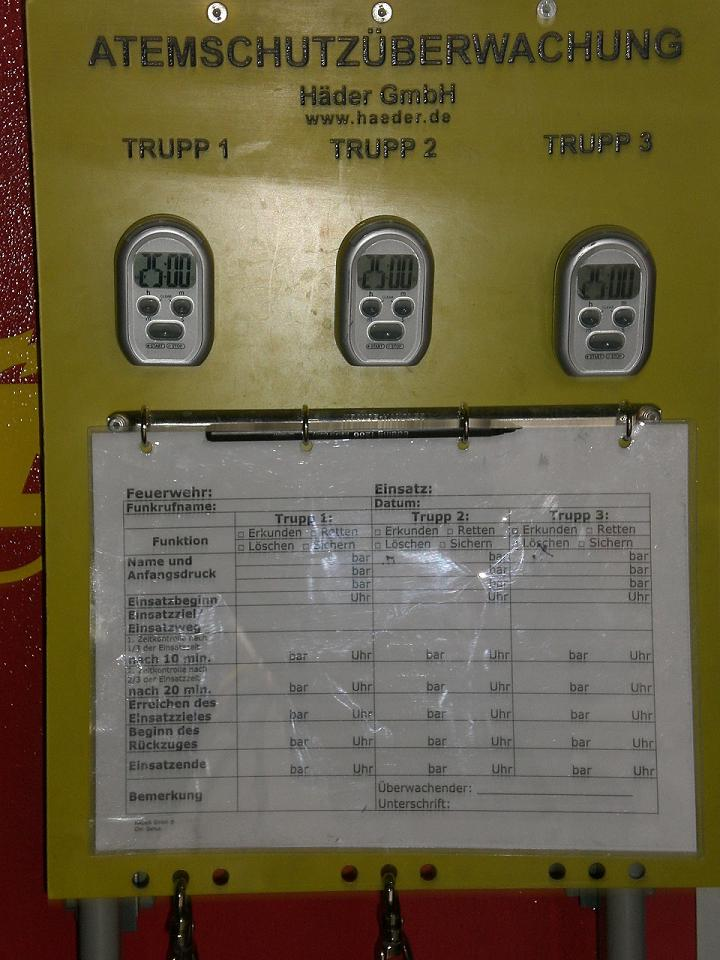
Tafel der Firma Häder

Für deutsche Feuerwehren ist die Atemschutzüberwachung in der Feuerwehrdienstvorschrift 7 (FwDV 7) Abschnitt 4  vorgeschrieben. Aufgabe ist die Registrierung und zeitliche Kontrolle von eingesetzten Atemschutzgeräteträgern. Ziel der Überwachung ist es, die Zahl der Atemschutzunfälle zu verringern sowie die Sicherheit unter Atemschutz zu erhöhen.
Trotzdem muss immer der allgemeine Einsatzgrundsatz beachtet werden: „Jeder Atemschutzgeräteträger ist für seine Sicherheit eigenverantwortlich“.
Vor bzw. während des Einsatzes von Atemschutzgeräteträgern sollen mindestens folgende Daten registriert werden:
- Namen der Einsatzkräfte (ggf. Truppnamen und Funkrufnamen)
- Uhrzeit beim Anschließen der Luftversorgung
- Uhrzeit bei 1/3 und 2/3 der zu erwartenden Einsatzzeit
- Uhrzeit bei Erreichen des Einsatzzieles
- Uhrzeit bei Beginn des Rückzuges

Atemschutztrupp und Atemschutzüberwachung kommunizieren im Verlauf des Einsatzes per Funk, sobald die entsprechenden Uhrzeiten erreicht wurden. Weitere Meldungen werden lageabhängig gegeben. Hat der Trupp den Gefahrenbereich wieder verlassen, was für die Atemschutzüberwachung im Einsatzgeschehen oft nicht ersichtlich ist, meldet er dies ebenfalls und beendet somit die eigene Überwachung.
Verantwortlich für die Durchführung der Atemschutzüberwachung ist die Führungskraft der Einheit (Staffel- bzw. Gruppenführer), in der der Atemschutztrupp eingesetzt wird. Er kann die Tätigkeit der Atemschutzüberwachung, nicht jedoch die Verantwortung z. B. an den Maschinisten, den Melder oder andere geeignete Personen delegieren.

## Technik

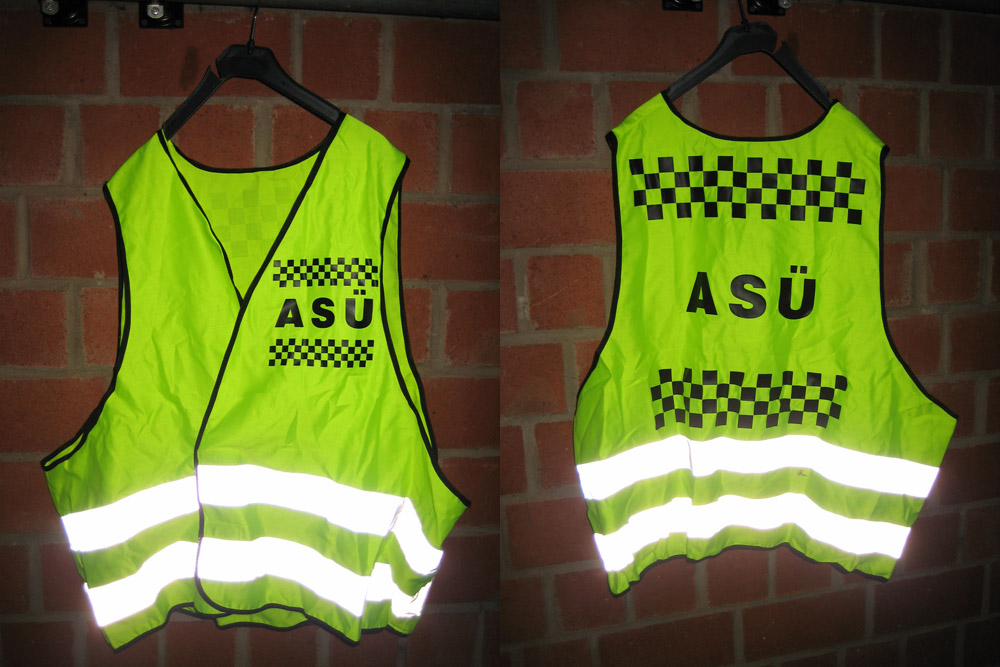
Mögliche Kennzeichnung der Atemschutzüberwachung

Nach Einführung der FwDV 7 und Vorschrift zur Atemschutzüberwachung entstanden schnell diverse Ansätze zur Atemschutzüberwachung. Inzwischen existieren Geräte, die einen etwaigen Mittelwert des aktuellen Restluftdrucks aufzeichnen.
Günstigere Methoden sind beispielsweise Überwachungstafeln, die es fertig zu kaufen gibt, sich aber auch leicht selbst herstellen lassen. Darauf können Uhren angebracht sein, die nach einer bestimmten Zeit einen Alarm auslösen, wenn der Trupp über Funk den Druck übermitteln oder den Rückzug antreten muss.
Oftmals braucht der Trupp nur noch eine Namenskarte (sogenannte "Tallies") an die Tafel zu hängen und kann so einwandfrei identifiziert werden. Aber auch hier existieren inzwischen diverse Lösungen, die im Laufe der Zeit durch die Praxis gereift sind. Ergänzt wird die Überwachung inzwischen oftmals durch Totmanngeber – Geräte die der Trupp bei sich trägt.
Des Weiteren muss immer sichergestellt sein, dass die schriftliche Dokumentation auch nach dem Einsatz erhalten bleibt. Jede Einsatzkraft muss einen persönlichen Atemschutznachweis führen, in dem Datum und Einsatzort, Art des Gerätes, die Atemschutzeinsatzzeit sowie die Tätigkeit festgehalten werden muss. Alternativ kann der Nachweis auch von zentraler Stelle geführt werden.
Die Kennzeichnung der Atemschutzüberwachung ist nicht einheitlich geregelt. In manchen Bundesländern werden entsprechende Kennzeichnungswesten verwendet. Oftmals findet auch keinerlei gesonderte Kennzeichnung statt.
Ebenso ist der Aufenthaltsort der Überwachung nicht näher bestimmt. Der Atemschutzüberwacher sollte sich in der Nähe des Einheitenführers, der die Trupps einsetzt, aufhalten.

## Unterschiede zur Schweiz
In der Schweiz wird die Atemschutzüberwachung üblicherweise Truppüberwacher genannt. Dieser hat ähnliche Aufgaben wie oben genannt und protokolliert:
- Einsatzzeit und Einsatzort
- Namen der Einsatzkräfte (ggf. Truppnamen und Funkrufnamen)
- Uhrzeit beim Anschließen der Luftversorgung
- Uhrzeit bei 1/3 und 2/3 der zu erwartenden Einsatzzeit
- Erreichen des Einsatzzieles
- Standortwechsel (z. B. Raum, Etage)
- Beginn des Rückzuges
- Name des Überwachers
- Periodisch wird zudem der Flaschendruck der Einsatzkräfte bzw. der tiefste Druck protokolliert.

Zudem ist er verantwortlich:
- Einen Sicherheitstrupp aufzubieten (falls der erste Hilfe braucht)
- Die Sicherungsleine außerhalb des Gebäudes an einen immobilen Gegenstand festzumachen
- Die Einsatzzeit zu kontrollieren
- Bei Notfällen den Einsatzleiter informieren
- Die Protokollblätter zu unterzeichnen und aufzubewahren